# 영취산 (인도)

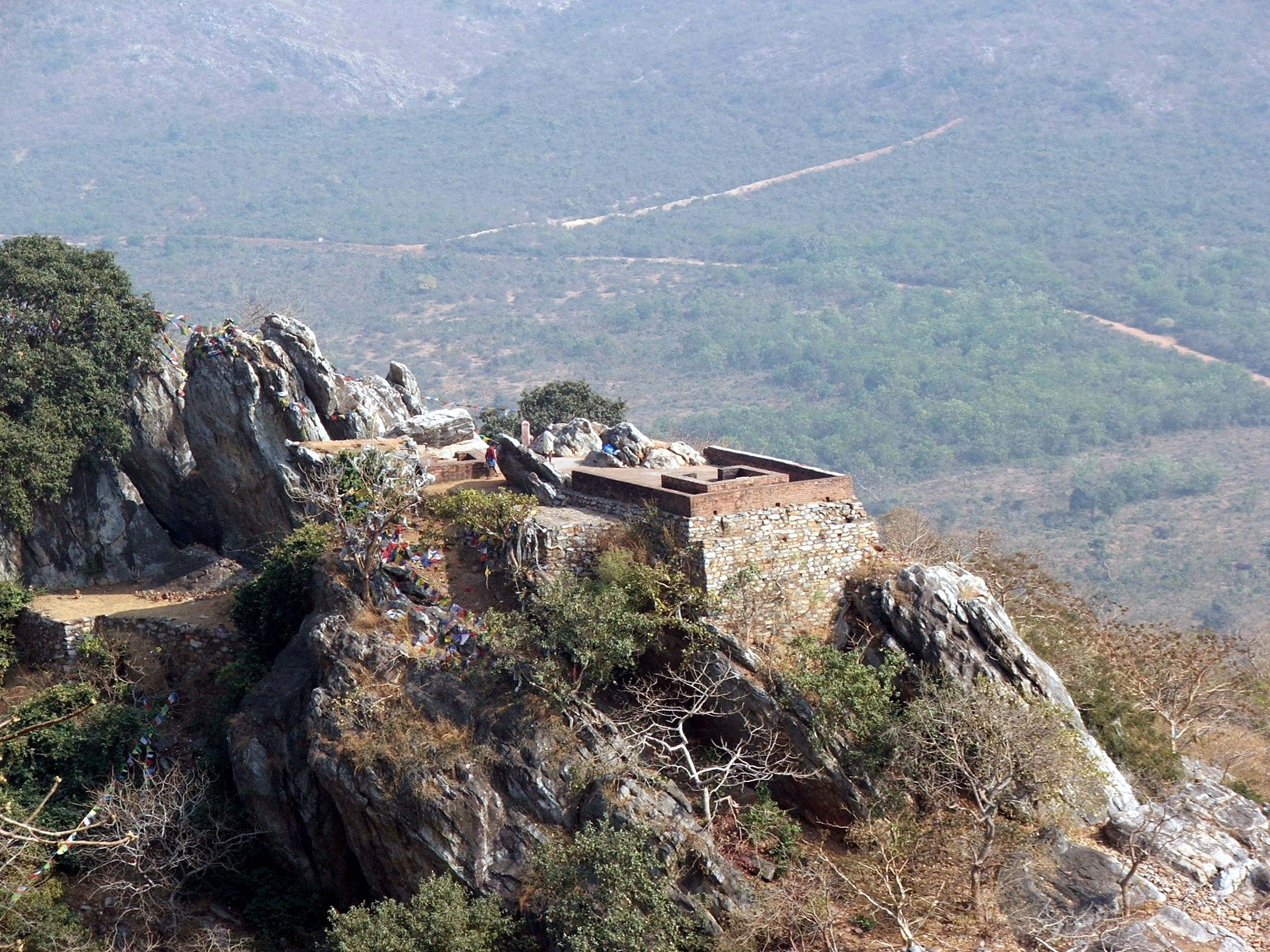

영취산(靈鷲山 · Gridhakuta · Vulture Peak)은 인도 비하르 주 라즈기르 시 근처에 위치한 산이다. 석가모니 부처님이 설법한 산으로 유명하다. 《법화경》에 그 장면이 묘사된다. 특히 《반야심경》도 이곳에서 설법되었다고 전해진다.